# アーロン・ラムジー
アーロン・ジェイムズ・ラムジー（Aaron James Ramsey, 1990年12月26日 - ）は、ウェールズ・ケアフィリ出身のサッカー選手。リーガMX・プーマスUNAM所属。ウェールズ代表。ポジションはMF。ニックネームはランボー。

## 経歴

### カーディフ・シティ
カーディフ・シティのユース出身。2006-07シーズンのホーム最終戦でわずか数分間ながらトップチームデビューを果たす。16歳と124日という年齢はクラブ史上もっとも若いデビューであった。6月には100万ポンド以上の獲得オファーが来るも、クラブはこれを拒否。さらに、エヴァートンからは100万ポンド＋活躍次第で20万ポンドの上乗せという条件のオファーも寄せられたがクラブはやはりこれも拒否した。
2007年12月、初めてのプロ契約を結ぶ。プロとしての初試合は2008年1月5日のFAカップの試合だった。この試合ではヘディングでプロ初得点を決めている。結局、このシーズンはFAカップ決勝を含むトータル22試合に出場した。マンチェスター・ユナイテッドがカーディフとラムジーに関する移籍について移籍金500万ポンドでクラブ間合意に至ると、アーセナルやエヴァートンもそれに続いた。最終的にはアーセナルのアーセン・ベンゲル監督が休暇返上で本人のもとに訪問したことも決め手となり、アーセナル移籍を選択した。

### アーセナル
2008年6月13日に移籍が完了。アーセナルを選んだ理由は、若手が多くの出場機会を与えてもらえるから、と語った。2008年8月13日のチャンピオンズリーグ予選・トゥウェンテ戦でアーセナルでの初出場を記録すると、9月13日のブラックバーン・ローヴァーズ戦で途中出場しプレミアリーグデビュー。9月21日のチャンピオンズリーグ・グループリーグのフェネルバフチェ戦では後半ロスタイムに移籍後初得点を挙げた。ラムジーはこのゴールでチャンピオンズリーグ史上5番目に若い得点者となり、また史上2番目の1990年代生まれの得点者となった。2009年1月、アーセナルとの契約を延長した。2008-09シーズンではリーグ戦で9試合（1先発）に出場した。
2009年8月22日のポーツマス戦でプレミアリーグ初得点を記録。11月11日にはウェールズ年間最優秀若手選手賞を受賞した。2010年2月27日のアウェーでのストーク・シティ戦でライアン・ショウクロスのタックルにより右足を負傷。ショウクロスは一発退場となり、ラムジーは全治6～8ヶ月の重傷であると診断された。2009-10シーズンではリーグ戦で18試合（7先発）に出場、3ゴール3アシストを記録した。
2010年11月25日からフットボールリーグ・チャンピオンシップのノッティンガム・フォレストに3か月間レンタル移籍。2011年1月、1ヶ月の短期レンタルでカーディフ・シティへ復帰。2010-11シーズンではプレミアリーグで7試合（5先発）に出場し、1ゴールを記録、フットボールリーグ・チャンピオンシップでは8試合に出場、1ゴール1アシストを記録した。
2011-12シーズンではリーグ戦で34試合（27先発）に出場、2ゴール4アシストを記録した。
2012-13シーズンではリーグ戦で36試合（21先発）に出場、1ゴール2アシストを記録した。
2013-14シーズンではリーグ戦で23試合（20先発）に出場、10ゴール8アシストを記録した。FAカップ決勝ハル・シティ戦では延長後半に値千金の決勝ゴールを挙げ、チームの10年振りとなるタイトル獲得に貢献した。
2014年8月10日、自身初出場となる、マンチェスター・シティとのFAコミュニティ・シールドでは、チームの2点目となるゴールを決めて、タイトル獲得に貢献した。2014-15シーズンではリーグ戦で29試合（23先発）に出場、6ゴール6アシストを記録した。
2015-16シーズンではリーグ戦で31試合（29先発）に出場、5ゴール4アシストを記録した。2016-17シーズンではミケル・アルテタの退団に伴い、背番号を8番に変更する。23試合に出場し、最終節のエヴァートン戦で先発出場、ゴールを決めた。2017年のFAカップ決勝では、自身2度目の決勝点となるゴールをチェルシー相手に決め、チームに優勝をもたらした。
2017-18シーズン、2月3日のエヴァートン戦で6分、19分、74分に得点を決め、初のハットトリックを達成した。同シーズン、公式戦32試合11ゴール・12アシストを記録してファン投票で決定するシーズン最優秀選手に選出された。また、同様にファン投票で決定するシーズンベストゴールに4月5日、UEFAヨーロッパリーグ準々決勝の1stレグ、CSKAモスクワ戦でのゴールに背を向けながら右足アウトサイドのジャンピングボレーで決めたループシュートが選出された。

### ユヴェントス
2019年2月11日、2018-19シーズン終了後の7月1日にユヴェントスに加入することが発表された。契約は4年間。9月21日、セリエA第4節のエラス・ヴェローナ戦で移籍後初ゴール(セリエA初ゴール)を決め、3月8日、第26節、優勝を争うインテルとの対戦では決勝ゴールを決めるなど、チームは優勝したが、出場機会は限定されレギュラー獲得までには至らなかった。
2022年1月31日、レンジャーズへのレンタル移籍が発表された。期間は半年で、買い取りオプションが付随する。
レンジャーズが買い取りオプションを行使しなかったためユヴェントスへ復帰するが、米国遠征のメンバーから外れ構想外の立場は変わらず、2022年7月26日、双方の合意のもと契約解除が発表された。

### ニース
2022年8月1日、リーグ・アン・ニースへの移籍が発表された。

### カーディフ・シティ復帰
2023年7月15日、古巣カーディフ・シティに2年契約で復帰することが発表された。

### プーマスUNAM
2025年7月3日、プーマスUNAMへの移籍が発表された。

### 代表
世代別代表でキャリアを重ね、2008年10月29日の親善試合・デンマーク戦でA代表デビュー。2009年10月14日のW杯予選・リヒテンシュタイン戦ではフリーキックを直接決め代表初ゴールを記録した。2011年3月のイングランド戦を前に、監督のガリー・スピードにより20歳にして主将に任命された。
UEFA EURO 2016ではグループステージ第3節のロシア戦で得点を挙げてウェールズ代表の初出場でのグループステージ突破に貢献し、チームはベスト4まで進出した。準決勝のポルトガルでは累積警告により出場できず、チームも敗れた。なお大会中はアザールと並ぶ最多の4アシストを記録した。
2020ユーロ予選、本選出場をかけた最終節直接対決のハンガリー戦では、2ゴールを決め、ハンガリーに逆転での本大会出場に導いた。2021年、UEFA EURO 2020、グループリーグ第2戦、トルコ戦では先制ゴールを決めて、大会初勝利に貢献した。

## 個人成績

### クラブ
2023-24シーズン終了時点
| クラブ                            | シーズン | リーグ             | リーグ | リーグ | カップ | カップ | リーグカップ | リーグカップ | 国際大会 | 国際大会 | その他 | その他 | 通算 | 通算 |
| クラブ                            | シーズン | ディビジョン       | 出場   | 得点   | 出場   | 得点   | 出場         | 得点         | 出場     | 得点     | 出場   | 得点   | 出場 | 得点 |
| --------------------------------- | -------- | ------------------ | ------ | ------ | ------ | ------ | ------------ | ------------ | -------- | -------- | ------ | ------ | ---- | ---- |
| カーディフ・シティ                | 2006-07  | チャンピオンシップ | 1      | 0      | 0      | 0      | 0            | 0            | —        | —        | —      | —      | 1    | 0    |
| カーディフ・シティ                | 2007-08  | チャンピオンシップ | 15     | 1      | 5      | 1      | 1            | 0            | —        | —        | —      | —      | 21   | 2    |
| カーディフ・シティ                | 通算     | 通算               | 16     | 1      | 5      | 1      | 1            | 0            | —        | —        | —      | —      | 22   | 2    |
| アーセナル                        | 2008-09  | プレミアリーグ     | 9      | 0      | 4      | 0      | 3            | 0            | 6        | 1        | —      | —      | 22   | 1    |
| アーセナル                        | 2009-10  | プレミアリーグ     | 18     | 3      | 2      | 1      | 3            | 0            | 6        | 0        | —      | —      | 29   | 4    |
| アーセナル                        | 2010—11  | プレミアリーグ     | 7      | 1      | 1      | 0      | 0            | 0            | 0        | 0        | —      | —      | 8    | 1    |
| アーセナル                        | 2011-12  | プレミアリーグ     | 34     | 2      | 3      | 0      | 0            | 0            | 7        | 1        | —      | —      | 44   | 3    |
| アーセナル                        | 2012-13  | プレミアリーグ     | 36     | 1      | 3      | 0      | 1            | 0            | 7        | 1        | —      | —      | 47   | 2    |
| アーセナル                        | 2013-14  | プレミアリーグ     | 23     | 10     | 2      | 1      | 1            | 0            | 8        | 5        | —      | —      | 34   | 16   |
| アーセナル                        | 2014-15  | プレミアリーグ     | 29     | 6      | 4      | 0      | 0            | 0            | 7        | 3        | 1      | 1      | 41   | 10   |
| アーセナル                        | 2015-16  | プレミアリーグ     | 31     | 5      | 2      | 1      | 1            | 0            | 5        | 0        | 1      | 0      | 40   | 6    |
| アーセナル                        | 2016-17  | プレミアリーグ     | 23     | 1      | 4      | 3      | 1            | 0            | 4        | 0        | —      | —      | 32   | 2    |
| アーセナル                        | 2017-18  | プレミアリーグ     | 24     | 7      | 0      | 0      | 2            | 0            | 6        | 4        | 0      | 0      | 32   | 11   |
| アーセナル                        | 2018-19  | プレミアリーグ     | 28     | 4      | 2      | 0      | 3            | 0            | 7        | 2        | 0      | 0      | 40   | 6    |
| アーセナル                        | 通算     | 通算               | 245    | 37     | 25     | 6      | 14           | 0            | 57       | 15       | 2      | 1      | 343  | 59   |
| ノッティンガム・フォレスト (loan) | 2010-11  | チャンピオンシップ | 5      | 0      | 0      | 0      | 0            | 0            | —        | —        | —      | —      | 5    | 0    |
| カーディフ・シティ (loan)         | 2010-11  | チャンピオンシップ | 6      | 1      | 0      | 0      | 0            | 0            | —        | —        | —      | —      | 6    | 1    |
| ユヴェントス                      | 2019-20  | セリエA            | 8      | 1      | 0      | 0      | —            | —            | 4        | 1        | 1      | 0      | 13   | 2    |
| ユヴェントス                      | 2020-21  | セリエA            | 22     | 2      | 1      | 0      | —            | —            | 7        | 0        | 0      | 0      | 30   | 2    |
| ユヴェントス                      | 2021-22  | セリエA            | 3      | 0      | 0      | 0      | —            | —            | 2        | 0        | 0      | 0      | 5    | 0    |
| ユヴェントス                      | 通算     | 通算               | 49     | 5      | 5      | 0      | —            | —            | 15       | 1        | 1      | 0      | 70   | 6    |
| レンジャーズ (loan)               | 2021-22  | プレミアシップ     | 7      | 2      | 3      | 0      | —            | —            | 3        | 0        | —      | —      | 13   | 2    |
| ニース                            | 2022-23  | リーグ・アン       | 27     | 1      | 0      | 0      | —            | —            | 7        | 0        | —      | —      | 34   | 1    |
| カーディフ・シティ                | 2023-24  | チャンピオンシップ | 13     | 3      | 0      | 0      | 0            | 0            | —        | —        | —      | —      | 13   | 3    |
| 総通算                            | 総通算   | 総通算             | 385    | 53     | 40     | 7      | 16           | 0            | 88       | 18       | 3      | 1      | 532  | 79   |

## 代表歴

### 出場大会
- ウェールズ代表
  - 2022 FIFAワールドカップ

### 試合数
2025年7月5日現在
- 国際Aマッチ 86試合 21得点（2008年 - ）[16]

| ウェールズ代表 | 国際Aマッチ | 国際Aマッチ |
| 年             | 出場        | 得点        |
| -------------- | ----------- | ----------- |
| 2008           | 1           | 0           |
| 2009           | 10          | 2           |
| 2010           | 0           | 0           |
| 2011           | 9           | 3           |
| 2012           | 5           | 0           |
| 2013           | 5           | 3           |
| 2014           | 2           | 0           |
| 2015           | 6           | 2           |
| 2016           | 7           | 1           |
| 2017           | 7           | 2           |
| 2018           | 6           | 1           |
| 2019           | 2           | 2           |
| 2020           | 1           | 0           |
| 2021           | 10          | 4           |
| 2022           | 7           | 0           |
| 2023           | 6           | 1           |
| 2024           | 2           | 0           |
| 通算           | 86          | 21          |

### 得点
| #  | 日付           | 場所                                               | 対戦相手           | スコア | 結果 | 試合                                             |
| -- | -------------- | -------------------------------------------------- | ------------------ | ------ | ---- | ------------------------------------------------ |
| 1  | 2009年10月14日 | ファドゥーツ、ラインパーク・シュタディオン         | リヒテンシュタイン | 2-0    | 2-0  | 2010 FIFAワールドカップ・ヨーロッパ予選          |
| 2  | 2009年11月14日 | カーディフ、カーディフ・シティ・スタジアム         | スコットランド     | 3-0    | 3-0  | 親善試合                                         |
| 3  | 2011年5月27日  | ダブリン、アビバ・スタジアム                       | 北アイルランド     | 1-0    | 2-0  | ネイションズカップ2011                           |
| 4  | 2011年9月2日   | カーディフ、カーディフ・シティ・スタジアム         | モンテネグロ       | 2-0    | 2-1  | UEFA EURO 2012予選                               |
| 5  | 2011年10月7日  | スウォンジー、リバティ・スタジアム                 | スイス             | 1-0    | 2-0  | UEFA EURO 2012予選                               |
| 6  | 2013年3月22日  | グラスゴー、ハムデン・パーク                       | スコットランド     | 1-1    | 2-1  | 2014 FIFAワールドカップ・ヨーロッパ予選          |
| 7  | 2013年9月6日   | スコピエ、ピリッポス2世アレナ                      | 北マケドニア       | 1-1    | 1-2  | 2014 FIFAワールドカップ・ヨーロッパ予選          |
| 8  | 2013年10月15日 | ブリュッセル、ボードゥアン国王競技場               | ベルギー           | 1-1    | 1-1  | 2014 FIFAワールドカップ・ヨーロッパ予選          |
| 9  | 2015年3月28日  | ハイファ、サミー・オフェル・スタジアム             | イスラエル         | 1-0    | 3-0  | UEFA EURO 2016予選                               |
| 10 | 2015年10月13日 | カーディフ、カーディフ・シティ・スタジアム         | アンドラ           | 1-0    | 2-0  | UEFA EURO 2016予選                               |
| 11 | 2016年6月20日  | トゥールーズ、スタジアム・ミュニシパル             | ロシア             | 1-0    | 3-0  | UEFA EURO 2016                                   |
| 12 | 2017年6月11日  | ベオグラード、スタディオン・ツルヴェナ・ズヴェズダ | セルビア           | 1-0    | 1-1  | 2018 FIFAワールドカップ・ヨーロッパ予選          |
| 13 | 2017年9月5日   | キシナウ、スタディオヌル・ジンブル                 | モルドバ           | 2-0    | 2-0  | 2018 FIFAワールドカップ・ヨーロッパ予選          |
| 14 | 2018年9月6日   | カーディフ、カーディフ・シティ・スタジアム         | アイルランド       | 3-0    | 4-1  | UEFAネーションズリーグ2018-19                    |
| 15 | 2019年11月19日 | カーディフ、カーディフ・シティ・スタジアム         | ハンガリー         | 1-0    | 2-0  | UEFA EURO 2020予選                               |
| 16 | 2019年11月19日 | カーディフ、カーディフ・シティ・スタジアム         | ハンガリー         | 2-0    | 2-0  | UEFA EURO 2020予選                               |
| 17 | 2021年6月16日  | バクー、バクー・オリンピックスタジアム             | トルコ             | 1-0    | 2-0  | UEFA EURO 2020                                   |
| 18 | 2021年10月8日  | プラハ、シノー・ティップ・アレナ                   | チェコ             | 1-0    | 2-2  | 2022 FIFAワールドカップ・ヨーロッパ予選グループE |
| 19 | 2021年11月13日 | カーディフ、カーディフ・シティ・スタジアム         | ベラルーシ         | 1-0    | 5-1  | 2022 FIFAワールドカップ・ヨーロッパ予選グループE |
| 20 | 2021年11月13日 | カーディフ、カーディフ・シティ・スタジアム         | ベラルーシ         | 3-0    | 5-1  | 2022 FIFAワールドカップ・ヨーロッパ予選グループE |
| 21 | 2023年9月11日  | リガ、スコント・スタディオン                       | ラトビア           | 1-0    | 2-0  | UEFA EURO 2024予選                               |

## エピソード
- 学生の頃はCaerphilly RFC（カーフィリー・ラグビー・フットボールクラブ）でウィングをやっていた。欧州プロラグビー界のエリートクラス、セントヘレンズという名門ラグビークラブからオファーが来た程のラグビー選手だった。ラムジーはこのオファーを断り、アーセン・ヴェンゲルからの誘いを受けた。クロスカントリーのチャンピオンに輝いた経歴もあり、800メートル走でもその才能を発揮した。ウェールズの全国陸上競技代表チームでトレーニングするよう誘いを受けたこともある。あこがれの選手はライアン・ギグス。
- ラムジーが得点を挙げると、有名人が亡くなるという都市伝説がある。15年1月9日のサンダーランド戦の翌日に、ロック歌手デヴィッド・ボウイ、その4日後のリヴァプール戦の翌日には、俳優アラン・リックマンが亡くなっている。過去にも、11年5月1日のマンチェスター・ユナイテッド戦の翌日にはイスラム過激派組織『アルカーイダ』の指導者ウサーマ・ビン・ラーディン、同年10月19日のマルセイユ戦の翌日には、リビアで独裁政権を築いたムアンマル・アル＝カッザーフィーが、そして12年2月11日のサンダーランド戦当日に、歌手ホイットニー・ヒューストンが亡くなっており、約10人の有名人が亡くなっている。
- 2019年7月、ユヴェントスと契約し、入団会見に挑んだ際、「まだ十分には話せないが」と前置きしながらも、流暢なイタリア語で質問に答えたことに称賛の声が聞こえた。その姿は、同じウェールズ代表で、2013年からレアル・マドリードに在籍しながらも、スペイン語を満足に話すことが出来ない (と噂されている) ガレス・ベイルと比較されるほどだった[17][18]。

## タイトル

### クラブ
アーセナル
- FAカップ: 2013-14, 2014-15, 2016-17
- FAコミュニティ・シールド: 2014, 2015

ユヴェントス
- セリエA: 2019-20
- コッパ・イタリア: 2020-21
- スーペルコッパ・イタリアーナ: 2020

レンジャーズ
- スコティッシュカップ: 2021-22

### 個人
- UEFA EURO 2016・ベストイレブン（2016年）